# リチャード・ブラックウェル
リチャード・ブラックウェル（Richard Blackwell、1922年8月29日 - 2008年10月19日）はアメリカ合衆国のファッション評論家、ジャーナリスト、テレビ司会者、元子役・ファッションデザイナー。本名リチャード・シルヴァン・セルザー（Richard Sylvan Selzer）。
通称「Mr. Blackwell」。
辛口なファッション評論で知られ、その年、最も悪いファッションを披露した女性著名人をリストアップするミスター・ブラックウェルが選ぶ女性ワーストドレッサーとベストドレッサーにあたるファビュラス・ファッション・インデペンデンツを制作し、発表していた。また、アカデミー賞授賞式の参加者のファッションチェックも行った。

## 人物

### 私生活
60年間パートナーであったロバート・スペンサーとロサンゼルスのハンコット公園の近くに住んでいた。
1964年、都市へ訪問するビートルズの為に、自宅を貸した事がある。これはマスコミにリークされて、公になった。
2001年に病院の医師から顔の筋肉が高度に麻痺した状態であると診断される。ブラックウェルはその活動40年で初めて生の記者会見でファッションチェックリストを公開する事が出来ず、以後6ヶ月間、公から姿を消した。その後は通常生活ができるまでに回復し、活動も再開した。
2008年10月19日、腸の感染症による合併症のため死去。86歳没。